# Honório de Freitas Guimarães
Honório de Freitas Guimarães (8 de julho de 1902 – 1º de fevereiro de 1968) foi um membro do Partido Comunista Brasileiro (PCB). Utilizou os codinomes M. , Martins, Nico e Henrique Vieira de Sousa. Nascido em uma família de proprietários rurais e usineiros, Guimarães era descendente da nobreza brasileira. Durante a adolescência, estudou no Eton College, e ao retornar ao Brasil, envolveu-se com o socialismo e o comunismo sob influência de sua primeira esposa, ligada aos meios intelectuais parisienses da época. Ingressou no PCB em 1931 e teve papel no planejamento da fracassada Intentona Comunista de 1935. Foi preso entre 1938 e 1939, sendo libertado em 1945 com a anistia aos presos políticos. Não voltou ao PCB e morreu em um acidente automobilístico aos 65 anos.
Teria participado direta ou indiretamente de ao menos dois episódios de "justiçamento" promovidos pelo PCB contra militantes infundadamente acusados de traição. Em outubro de 1934, teria integrado o julgamento informal que resultou na condenação e execução de Tobias Warchavski. Em 1936, teria participado do tribunal partidário e da execução de Elza Fernandes, jovem militante estrangulada com um varal e enterrada em um saco de estopa.

## Primeiros anos
Honório de Freitas Guimarães nasceu em Petrópolis em 8 de julho de 1902, filho de Álvaro de Freitas Guimarães, promotor público e juiz, e Maria Emília Carneiro Leão de Barros Guimarães. Por parte materna, era bisneto de Constantino Pereira de Barros, Barão de São João de Icaraí e trineto do Honório Hermeto Carneiro Leão, Marquês do Paraná. Pertencia a uma família de proprietários rurais e usineiros do Rio de Janeiro, sobretudo em Niterói e Barra Mansa.
Em 1910, seu pai perdeu o cargo que ocupava por apoiar a candidatura de Rui Barbosa à presidência. Com recursos da mãe, a família mudou-se para a Europa, primeiro em Paris e, a partir de 1914, na Inglaterra, onde Guimarães estudou no Eton College. Concluiu o curso cinco anos depois. Retornou ao Brasil e ingressou na Escola Politécnica do Rio de Janeiro, mas abandonou o curso no fim de 1921. Buscando autonomia financeira, integrou a primeira turma do Centro de Preparação de Oficiais da Reserva e passou mais de seis meses de formação como sargento. Durante a Revolta dos 18 do Forte de Copacabana, defendeu o quartel onde servia, enfrentando os rebeldes.
No fim de 1922, participou de uma expedição de mineração no rio Garças, em Pernambuco, onde permaneceu até o início de 1924. Durante a Revolta Paulista de 1924, voluntariou-se e seguiu para São Paulo, onde permaneceu alguns dias. Depois retornou ao Rio de Janeiro, e seu batalhão foi desmobilizado. Nos anos seguintes, voltou à mineração, em Minas Gerais e Goiás. Atuou também como inspetor de fazendas para uma companhia hipotecária britânica, e no fim de 1928, assumiu a superintendência de uma plantanção de frutas da família Guinle, em Queimados, Nova Iguaçu. Tentou o ramo da exportação de laranjas, mas sem êxito.

## Atividades comunistas
Honório de Freitas Guimarães era casado com Maria de Figueiredo, filha mais nova do Francisco de Figueiredo, Conde de Figueiredo. Maria frequentava os círculos intelectuais de Paris, e foi sob sua influência que Guimarães se aproximou do socialismo e do comunismo por volta de 1925. Também simpatizava com a Coluna Prestes. Após a Revolução de 1930, viajou a Buenos Aires com o cunhado para estabelecer contato com Luís Carlos Prestes e ajudar a reativar a Liga de Ação Revolucionária, fundada em julho daquele ano com o objetivo de promover uma revolução agrária anti-imperialista.
De volta ao Brasil, filiou-se ao Partido Comunista Brasileiro (PCB) no final de 1931, passando a desempenhar funções técnicas, como operador de mimeógrafo e serviços gerais. Atuava também com Eucina de Lacerda, esposa de Fernando de Lacerda, ambos destacados dirigentes do partido. Em 1934, Guimarães passou a integrar o secretariado nacional do PCB, então liderado por Antônio Maciel Bonfim, e, posteriormente, também o comitê central. Nessa condição, em outubro de 1934, teria participado do tribunal partidário que decidiu pela execução do jovem militante Tobias Warchavski, injustamente acusado de colaborar com a repressão. Participou do planejamento da Intentona Comunista de 1935, embora fosse contrário ao levante. Com o fracasso da tentativa, e em mais um ato de "justiçamento", a direção do partido teria ordenado a execução de Elza Fernandes, companheira de Bonfim, sob suspeita de traição. Guimarães estaria envolvido em sua morte.

## Repressão e prisão
Após a Intentona, seguiu-se uma intensa repressão a opositores do governo. Com a prisão de vários membros da cúpula comunista, Guimarães assumiu por alguns meses a função de secretário-geral do PCB. Em 1937, viajou clandestinamente para Moscou e retornou ao Brasil em 1939. Foi preso entre o final de 1939 e o início de 1940, sendo condenado pelo Tribunal de Segurança Nacional a cerca de 30 anos de prisão. Cumpriu pena na Ilha Grande, onde tentou fugir e cometeu uma tentativa de suicídio. Mais tarde, obteve permissão para viver em uma casa próxima à prisão com sua segunda esposa, Maria Nazaré Nunes Guimarães, e os filhos. Dois de seus filhos faleceram nesse período. Entre os que intercederam por sua libertação estiveram o Duque de Gloucester e Leopoldo III da Bélgica, colegas de Eton.

## Anistia e anos finais
Em abril de 1945, Guimarães foi um dos 600 presos políticos beneficiados pela anistia concedida pelo governo brasileiro. Após a libertação, não retornou ao PCB. Passou a se dedicar a atividades agrícolas em Santa Maria Madalena. Em 1952, tornou-se proprietário de uma oficina de tamancos e de uma transportadora em Macaé, atuando também no comércio de tecidos. Em 1964, voltou ao Rio de Janeiro para administrar os bens da mãe.
Morreu em 1º de fevereiro de 1968, vítima de politraumatismo em um acidente automobilístico na Rodovia Presidente Dutra, na altura de Volta Redonda. Seu atestado de óbito registra sepultamento no Cemitério de São João Batista. Teve dois filhos com sua primeira esposa, Maria de Figueiredo, e sete com a segunda, Maria Nazaré Nunes Guimarães.